# Табу Рекордингс
Табу Рекордингс е звукозаписна компания, създадена в град Осло, Норвегия. Тя е собственост на Tuba Records.
Към звукозаписната компания са групите: Battered, Benea Reach, Einherjer, Enslaved, Goat The Head, Funeral, Keep of Kalessin, Khold, Lumsk, Ram-Zet, Susperia, The Deviant, Vreid, Виндир.